# Michális Kapsís
Michális Kapsís (en grec moderne : Μιχάλης Καψής), né le 18 octobre 1973 au Pirée (Grèce), est un footballeur international grec. Il évoluait au poste de défenseur.
Il remporte l'Euro 2004 avec l'équipe de Grèce. Il compte 36 sélections (un but) entre 2003 et 2007. Il est le fils d’Ánthimos Kapsís, joueur grec ayant disputé l’Euro 1980.

## Biographie

### En club
Michális Kapsís doit attendre ses seize ans avant de débuter sérieusement le football. Ses parents voulant qu'il privilégie ses études. Le jeune défenseur fait ses classes dans de petits clubs avant de rejoindre Ethnikós Le Pirée. Dès sa première saison, le club monte en première division.
En janvier 1999, Kapsís rejoint l'AEK Athènes, l'un des clubs les plus titrés du pays, où il prend une nouvelle dimension.
Peu après la compétition, il quitte l'AEK Athènes alors proche de la banqueroute et rejoint les Girondins de Bordeaux pour 500 000 €. Il signe un contrat de deux ans avec le club français mais retourne finalement en Grèce après une saison : il est transféré à l'Olympiakos,.
Après l'échec de la qualification à la coupe du monde de 2006, Kapsís s'éloigne du championnat grec pour deux saisons en rejoignant l'APOEL Nicosie au sein du championnat chypriote. La fin de sa carrière internationale en 2007 précède son retour dans le championnat grec avec l'APO Levadiakos en 2008. Deux saisons plus tard, en 2010, il est à nouveau membre de l'Ethnikós Le Pirée, le premier club dans lequel il avait évolué à haut niveau.

### En sélection
L'année 2003 est celle de sa première sélection en équipe nationale. Le premier match qu'il dispute l'oppose à l'Espagne le 7 juin 2003 et se solde par une victoire grecque sur le score de un à zéro. Il réalise un bon match malgré la tâche difficile qui lui incombe puisqu'il est au marquage de l'attaquant Raúl.
L'année suivante, il remporte l'Euro 2004 qui se tient au Portugal. La finale oppose l'équipe grecque à l'équipe hôte pour la deuxième fois de la compétition, et comme lors des matches de poule du groupe A, la Grèce l'emporte par un but d'écart. Le sélectionneur Otto Rehhagel l'associe à Dellas en défense central. Kapsis muselle Trezeguet, Koller et, par deux fois, Pauleta. Ses interventions sont propres, il ne reçoit aucun carton jaune de la compétition.

## Palmarès

### En club
- Champion de Grèce en 2006 et en 2007 avec l'Olympiakos
- Champion de Chypre en 2007 avec l'APOEL Nicosie
- Vainqueur de la Coupe de Grèce en 2000 et en 2002 avec l'AEK Athènes
- Vice-Champion de Grèce en 1999 et en 2002 avec l'AEK Athènes
- Vice-Champion de Chypre en 2008 avec l'APOEL Nicosie

### En équipe de Grèce
- 36 sélections et 1 but entre 2003 et 2007
- Champion d'Europe des Nations en 2004
- Participation au Championnat d'Europe des nations en 2004 (Vainqueur)

## Statistiques individuelles
| Saison                | Club                  | Championnat           | Championnat | Championnat | Coupe(s) nationale(s) | Coupe(s) nationale(s) | Compétition(s) continentale(s) | Compétition(s) continentale(s) | Compétition(s) continentale(s) | Grèce | Grèce | Total | Total |
| Saison                | Club                  | Division              | M.          | B.          | M.                    | B.                    | Comp.                          | M.                             | B.                             | M.    | B.    | M.    | B.    |
| 1990-1991             | Aris Nikaia           | 3                     | 21          | 0           | -                     | -                     | -                              | -                              | -                              | -     | -     | 21    | 0     |
| 1991-1992             | Enosi Aris Neapolis   | 3                     | 24          | 0           | -                     | -                     | -                              | -                              | -                              | -     | -     | 24    | 0     |
| 1992-1993             | Anagennisi Arta FC    | 3                     | 18          | 1           | -                     | -                     | -                              | -                              | -                              | -     | -     | 18    | 1     |
| 1993-1994             | Ethnikós Le Pirée     | 2                     | 7           | 0           | -                     | -                     | -                              | -                              | -                              | -     | -     | 7     | 0     |
| 1994-1995             | Ethnikós Le Pirée     | 1                     | 30          | 0           | -                     | -                     | -                              | -                              | -                              | -     | -     | 30    | 0     |
| 1995-1996             | Ethnikós Le Pirée     | 1                     | 17          | 0           | -                     | -                     | -                              | -                              | -                              | -     | -     | 17    | 0     |
| 1996-1997             | Ethnikós Le Pirée     | 2                     | 30          | 0           | -                     | -                     | -                              | -                              | -                              | -     | -     | 30    | 0     |
| 1997-1998             | Ethnikós Le Pirée     | 1                     | 26          | 1           | -                     | -                     | -                              | -                              | -                              | -     | -     | 26    | 1     |
| 1998-1999             | Ethnikós Le Pirée     | 1                     | 13          | 1           | -                     | -                     | -                              | -                              | -                              | -     | -     | 13    | 1     |
| 1998-1999             | AEK Athènes           | 1                     | 15          | 0           | -                     | -                     | -                              | -                              | -                              | -     | -     | 15    | 0     |
| 1999-2000             | AEK Athènes           | 1                     | 26          | 2           | 1                     | 0                     | C1+C3                          | 2+2                            | 0+0                            | -     | -     | 31    | 2     |
| 2000-2001             | AEK Athènes           | 1                     | 25          | 1           | -                     | -                     | C3                             | 7                              | 0                              | -     | -     | 32    | 1     |
| 2001-2002             | AEK Athènes           | 1                     | 6           | 0           | 1                     | 0                     | C3                             | 3                              | 0                              | -     | -     | 10    | 0     |
| 2002-2003             | AEK Athènes           | 1                     | 20          | 0           | -                     | -                     | C1+C3                          | 7+1                            | 0+0                            | 2     | 0     | 30    | 0     |
| 2003-2004             | AEK Athènes           | 1                     | 19          | 0           | -                     | -                     | C1                             | 7                              | 0                              | 13    | 0     | 39    | 0     |
| 2004-2005             | Girondins de Bordeaux | 1                     | 29          | 0           | 1                     | 0                     | -                              | -                              | -                              | 9     | 1     | 39    | 1     |
| 2005-2006             | Olympiakos Le Pirée   | 1                     | 4           | 0           | -                     | -                     | C1                             | 3                              | 0                              | 8     | 0     | 15    | 0     |
| 2006-2007             | Olympiakos Le Pirée   | 1                     | 2           | 0           | 2                     | 0                     | -                              | -                              | -                              | 1     | 0     | 5     | 0     |
| 2006-2007             | APOEL Nicosie         | 1                     | 8           | 0           | -                     | -                     | -                              | -                              | -                              | 1     | 0     | 9     | 0     |
| 2007-2008             | APOEL Nicosie         | 1                     | 7           | 0           | -                     | -                     | C1                             | 2                              | 0                              | 2     | 0     | 11    | 0     |
| 2008-2009             | APO Levadiakos        | 1                     | 25          | 0           | -                     | -                     | -                              | -                              | -                              | -     | -     | 25    | 0     |
| 2009-2010             | APO Levadiakos        | 1                     | 2           | 0           | -                     | -                     | -                              | -                              | -                              | -     | -     | 2     | 0     |
| 2009-2010             | Ethnikós Le Pirée     | 2                     | 12          | 0           | -                     | -                     | -                              | -                              | -                              | -     | -     | 12    | 0     |
| Total sur la carrière | Total sur la carrière | Total sur la carrière | 386         | 6           | 5                     | 0                     | -                              | 34                             | 0                              | 36    | 1     | 461   | 7     |

## But international
| But international de Michális Kapsís | But international de Michális Kapsís | But international de Michális Kapsís    | But international de Michális Kapsís | But international de Michális Kapsís | But international de Michális Kapsís | But international de Michális Kapsís               | But international de Michális Kapsís |
|                                      | Date                                 | Lieu                                    | Adversaire                           | Score                                | Résultat                             | Compétition                                        |                                      |
| ------------------------------------ | ------------------------------------ | --------------------------------------- | ------------------------------------ | ------------------------------------ | ------------------------------------ | -------------------------------------------------- | ------------------------------------ |
| 1.                                   | 26 mars 2005                         | Stade Mikhaïl-Meskhi, Tbilissi, Géorgie | Géorgie                              | 1-1                                  | 1-3                                  | Éliminatoires de la Coupe du monde 2006 : Groupe 2 |                                      |